# Ulrich Irmer
Ulrich Irmer (geboren 19. Januar 1939 in Bochum; gestorben 12. April 2022 in Feldafing) war ein deutscher Politiker der FDP.

## Beruf
Irmer studierte zunächst Philosophie, Theologie, Literatur, Geschichte, Politologie in Tübingen, Hamburg und Bonn. Ein anschließendes Studium der Rechtswissenschaft schloss er mit beiden juristischen Staatsexamen in München ab. Nach dem Studium war Irmer zunächst Assistent der Geschäftsleitung der Deutschlandzentrale einer schweizerischen Versicherungsgesellschaft und seit 1973 Mitglied einer Münchner Rechtsanwalts- und Wirtschaftsprüfersozietät.
In Tübingen war er Mitglied der den süddeutschen Liberalismus prägenden Tübinger Studentenverbindung „Akademische Gesellschaft Stuttgardia“.

## Abgeordneter
Ulrich Irmer trat 1961 in die FDP ein, deren Bundesvorstand er 1984–1986, 1988–1990 und 1993–1995 angehörte. Auf der Bundesvertreterversammlung der FDP zu ersten Direktwahl des Europa-Parlaments wurde er am 3. Februar 1979 auf Platz 4 der Bundesliste gewählt. Er war von 1979 bis 1984 Mitglied des Europäischen Parlaments und von 1987 bis 2002 Mitglied des Deutschen Bundestages sowie der Parlamentarischen Versammlung des Europarates. Er zog stets über die FDP-Landesliste Bayern in den Bundestag ein und war lange Jahre außenpolitischer Sprecher und Obmann der FDP-Fraktion im Bundestag im Auswärtigen Ausschuss.
Unterlagen über seine Abgeordnetentätigkeit befinden sich im Archiv des Liberalismus der Friedrich-Naumann-Stiftung für die Freiheit in Gummersbach.